# Synanthedon romani
Synanthedon romani is een vlinder uit de familie wespvlinders (Sesiidae), onderfamilie Sesiinae.
Synanthedon romani is voor het eerst wetenschappelijk beschreven door Bryk in 1953. De soort komt voor in het Neotropisch gebied.